# Encore (singolo Eminem)
Encore/Curtains Down è un singolo del rapper Eminem, pubblicato nel 2004 come terzo estratto dal quinto album in studio omonimo.

## La canzone
È stata pubblicata come singolo nel 2004, solo negli Stati Uniti ed esclusivamente per la promozione radiofonica. La canzone è nata da una collaborazione tra Eminem, Dr. Dre e 50 Cent, i principali artisti sotto contratto con le etichette Aftermath Entertainment e Shady Records. Nel 2006 è stata nominata ai Grammy Awards come miglior lavoro rap da un duo o gruppo, premio poi vinto da "Don't Phunk With My Heart" dei Black Eyed Peas.
Encore contiene un verso che agli ascoltatori avverte di un successivo album di Dr. Dre, Detox. Eminem dice: "Non vi preoccupate per Detox, sta arrivando. Convinceremo Dre a realizzarlo.".
A fine canzone il rapper torna in stage, spara sulla folla e poi su sé stesso in bocca. Secondo molti critici, ciò avrebbe potuto equivalere al ritiro definitivo di Eminem dalla sua carriera musicale (la traduzione del nome del singolo infatti in Italiano corrisponde letteralmente a "Giù il Sipario"). Per altri sembra disfarsi dell'alter ego "Slim Shady" e tornare sulle scene con un nuovo stile. Il rapper ha sostenuto che in questo momento non è sicuro della propria carriera discografica, ma che continuerà l'attività di produttore. Ma nel 2009 (dopo l'uscita di Relapse) scopriremo che la seconda affermazione era vera: Eminem ha cambiato stile; lo si può notare già dal ritorno del colore originario dei capelli.
Uno skit, "Final thought Skit" introduce Encore e non si sente nessuno che parla ma solo rumori, fino ad arrivare a lui che sospira.
Della canzone esiste anche un mash-up con "Numb/Encore" dei Linkin Park e di Jay-Z, pubblicato da Dr. Dre sui suoi mixtapes Look Out For Detox and Dretox.